# Sjöatorps naturreservat
Sjöatorp är ett naturreservat i Alvesta kommun i Kronobergs län.
Området är skyddat sedan 1970 och omfattar 2,5 hektar. Det är beläget väster om Hjortsberga tätort och består av en ryggformad rullstensås.
På båda sidorna om åsen finns betad hagmark och en del tall och björk.